# Liste der Monuments historiques in Laheycourt
Die Liste der Monuments historiques in Laheycourt führt die Monuments historiques in der französischen Gemeinde Laheycourt auf.

## Liste der Immobilien
| Bezeichnung      | Beschreibung | Standort                        | Kennzeichnung | Schutzstatus | Datum | Bild |
| ---------------- | --- | ------------------------------- | ------------- | ------------ | ----- | ---- |
| Villa Teinturier | von 1923 bis 1930 erbaut, Architekt Ernest Medard; kubische Villa mit zentralem Lichthof und Dachterrasse, ekklektizistische Fassade mit neuromanischen und neubarocken Formen; im Inneren die Raumaufteilung und technische Ausstattung erhalten; einschließlich des Gartens | 28 rue du Général Porson (Lage) | PA55000043    | Classé       | 2014  |      |

## Liste der Objekte
| Bezeichnung  | Beschreibung | Standort                      | Kennzeichnung | Schutzstatus | Datum | Bild |
| ------------ | --- | ----------------------------- | ------------- | ------------ | ----- | ---- |
| Chorschranke | Schmiedeeisen, 18. Jahrhundert; aus der alten Kirche | in der Kirche St-Agnan (Lage) | PM55000296    | Classé       | 1981  |      |
| Konsoltisch  | Holz, Marmor, erste Hälfte des 18. Jahrhunderts; aus der alten Kirche | in der Kirche St-Agnan (Lage) | PM55000297    | Classé       | 1981  |      |
| Kruzifix     | Holz, farbig gefasst und vergoldet, 18. Jahrhundert | in der Kirche St-Agnan (Lage) | PM55001952    | Inscrit      | 1993  |      |
| Vasa sacra   | Ensemble aus Kelch, Patene, Tablett und zwei Kännchen sowie ihrem Etui; Silber, vergoldet, Holz, Leder und Stoff, Mitte des 19. Jahrhunderts, von Pierre-Henri Favier angefertigt | in der Kirche St-Agnan (Lage) | PM55001954    | Inscrit      | 1994  |      |
| Konsoltisch  | Holz, Marmor, erste Hälfte des 18. Jahrhunderts; aus der alten Kirche | in der Mairie (Lage)          | PM55001955    | Inscrit      | 1992  |      |